# Карлос Сиљонис
Карлос Сиљонис Оберти (Ика, 1. јул 1910. — Лима, 24. октобар 1972) био је перуански фудбалски нападач. Такође је био 9. председник Университарио де Депортеса.

## Каријера
Каријеру у клупском фудбалу провео је у Университарио де Депортес. Играо је за фудбалску репрезентацију Перуа на ФИФА-ином светском првенству 1930.